# Seznam kardinálů jmenovaných Benediktem XV.
Papež Benedikt XV. za svůj pontifikát jmenoval celkem 32 kardinálů. Vysvětlení: informace uvedené za pomlčkou jsou tituly nebo funkce které jim patřily v době jmenování.

## Konzistoř 6. prosince 1915
1. Giulio Tonti - Titulární arcibiskup Ancyry
2. Alfonso Maria Mistrangelo, Sch. P. - Arcibiskup Florencie
3. Giovanni Cagliero, S.D.B. - Titulární arcibiskup Samaria postea Sebaste
4. Andreas Franz Frühwirth, O.P. - Titulární arcibiskup Heraclea
5. Raffaele Scapinelli di Leguigno - Titulární arcibiskup Laodicea ad Libanum
6. Giorgio Gusmini - Arcibiskup Bologne

## Konzistoř 4. prosince 1916
1. Pietro La Fontaine - Patriarcha Benátek
2. Vittorio Amedeo Ranuzzi de’ Bianchi - Titulární arcibiskup Tyruse
3. Donato Sbarretti - Titulární arcibiskup Efezu
4. Auguste-René Dubourg - Arcibiskup Rennes
5. Louis-Ernest Dubois - Arcibiskup Rouenu
6. Tommaso Pio Boggiani, O.P. - Titulární arcibiskup Edessa
7. Alessio Ascalesi, C.PP.S. - Arcibiskup Neapole
8. Louis-Joseph Maurin - Arcibiskup Lyonu
9. Adolf Bertram - Biskup Vratislavi
10. Nicolò Marini - poté roku 1917 Sekretář Kongregace pro východní církve
11. Oreste Giorgi - Sekretář Kongregace pro klérus poté 26.4.1924 - 28.4.1924 Titulární arcibiskup Ancyry

## Konzistoř 15. prosince 1919
1. Filippo Camassei - Arcibiskup Naxosu
2. Augusto Silj - Titulární arcibiskup Cæsarea Ponti
3. Juan Soldevilla y Romero - Arcibiskup Zaragozi
4. Teodoro Valfrè di Bonzo - Titulární arcibiskup Trapezopolisu
5. Aleksander Kakowski - Arcibiskup Varšavy
6. Edmund Dalbor - Arcibiskup Hnězdno-Poznaň

## Konzistoř 7. března 1921
1. Francesco Ragonesi - Titulární arcibiskup Myry
2. Michael von Faulhaber - Arcibiskup Mnichova a Freisingu
3. Dennis Joseph Dougherty - Arcibiskup Filadelfie
4. Juan Bautista Benlloch y Vivó - Arcibiskup Burgosu
5. Francisco de Asís Vidal y Barraquer - Arcibiskup Tarragony
6. Karl Joseph Schulte - Arcibiskup Kolína

## Konzistoř 13. června 1921
1. Giovanni Tacci Porcelli - Titulární arcibiskup Nicæa
2. Achille Ratti poté papež Pius XI. - Titulární arcibiskup Adany a stejný den Arcibiskup Milána
3. Camillo Laurenti - Sekretář Kongregace pro evangelizaci národů